# Reprezentacja Nawarry w piłce nożnej mężczyzn
Reprezentacja Nawarry w piłce nożnej – zespół piłkarski, reprezentujący hiszpańską wspólnotę autonomiczną – Nawarrę. Drużyna nie należy do FIFA ani UEFA.

## Mecze drużyny
| Data            | Miejsce |         | Przeciwnik   | Wynik |
| --------------- | ------- | ------- | ------------ | ----- |
| 26 grudnia 2005 | Nawarra | Nawarra | Chiny        | 1 – 0 |
| 29 grudnia 2004 | Nawarra | Nawarra | Maroko       | 2 – 1 |
| 28 grudnia 2003 | Nawarra | Nawarra | Burkina Faso | 4 – 0 |

### Zawodnicy reprezentacji Nawarry
- César Cruchaga
- Javier Flaño
- Miguel Flaño
- Carlos Gurpegi
- Javier López Vallejo
- Pablo Orbaiz